# ファーディナンド・ダドリー・リー (第11代ダドリー男爵)
第11代ダドリー男爵ファーディナンド・ダドリー・リー（英語: Ferdinando Dudley Lea, 11th Baron Dudley、1710年9月14日洗礼 – 1757年10月21日）は、イギリスの貴族。

## 生涯
ウィリアム・リー（William Lea、1677年頃 – 1741年1月31日）とフランシス・ウォード（Frances Ward、1688年12月5日 – 1737年1月24日、第7代ダドリー男爵および第2代ウォード男爵エドワード・ウォードの息子ウィリアムの娘）の息子として生まれ、1710年9月14日に洗礼を受けた。
1740年5月20日に母方の伯父にあたる第10代ダドリー男爵および第5代ウォード男爵ウィリアム・ウォードが死去すると、ダドリー男爵の爵位を継承、同年11月26日に貴族院議員に就任した。
1757年10月21日に死去、26日に埋葬された。生涯未婚であり、その死に伴いダドリー男爵の爵位は停止状態（abeyance）になった。妹のアン（Anne、1714年3月24日洗礼 – 1762年4月29日）が「ダドリー女男爵」の爵位を名乗ったが、ダドリー男爵の停止状態が公式に終結しなかったため、一般的には爵位を継承していないものとされる。以降ダドリー男爵は長きにわたり停止状態のままだったが、1世紀以上経過した1916年5月9日に停止状態が解除され、アンの曾孫ファーディナンド・ダドリー・ウィリアム・リー（1872年4月4日 – 1936年12月5日）が第12代ダドリー男爵として承認された。